# Hohenpolding
Hohenpolding er en kommune i Landkreis Erding i Regierungsbezirk Oberbayern i den tyske delstat Bayern.

## Geografi
Kommunen ligger i det skov- og bakkerige landskab Holzland mellem Landshut (18 km) og Dorfen (14 km); Kommunen ligger 23 km nordøst for Erding og 25 km vest for Vilsbiburg. Til Flughafen München er der cirka 35 km. Den nordlige kommunegrænse danner grænse mellem Oberbayern og Niederbayern.
Siden 1978 har Hohenpolding sammen med kommunerne Inning a.Holz, Kirchberg og Steinkirchen samarbejdet i Verwaltungsgemeinschaft Steinkirchen.
- Wikimedia Commons har flere filer relateret til Hohenpolding